# 代官山UNIT
代官山UNIT（だいかんやまユニット）は、東京都渋谷区恵比寿西にあるライブハウス・クラブである。バーなどを併設した、地下3階建の音楽複合施設となっている。

## 沿革
代官山UNITはオープン2年前に企画が立てられ、2004年7月4日オープンした。
設立に携わったスタンドワークスによれば、「ライヴハウスとクラブとの融合」を目指した新宿LIQUIDROOMを原点として、それを発展させるコンセプトで建設された。その後、2012年7月6日・7日にはオープン8周年を記念し、「UNIT 8TH ANNIVERSARY PARTY」を開催している。
日本に限らずアジア系の音楽イベントも開催されており、2019年時点ではスタンドワークスから分社したTYPE2によって運営されている。

## 施設
代官山・鎗ヶ崎交差点付近のZa HOUSEビル内に位置し、ライブスペースのある地下2階のUNITのほか、地下1階の多目的スペース「B1FLAT」と地下3階のバー「SALOON」で構成される。
天井高5.1メートルのライブフロアは、スタンディングで550名が収容可能となっている。「B1FLAT」は元々カフェとして営業されていた「UNICE」を2019年8月に改装オープンした空間で、キッチンやバーカウンターを備えている。「SALOON」は音楽の流れる30席を備えたバーであり、2007年の改装に伴い、吊り下げ式のスピーカーが備え付けられた。
代官山UNITでは、これらの3つの施設を連動させたイベントの開催も可能としている。